# 朱楠
朱楠（1394年1月4日—1394年），明太祖朱元璋第二十六子，母葛麗妃。他在洪武二十六年十二月癸酉（1394年1月4日）出生，一月內就夭折去世，明太祖並未追封任何爵位給朱楠。《明史》作“逾月殇”。
《弇山堂别集卷八十八·诏令杂考四》载录了朱楠的四哥燕王朱棣在发起靖难之役后在建文四年（公元1402年）五月给宗室的信，在列举建文帝对兄弟们的迫害时称“至于二十五弟，死则焚其躯，拾其骨沈于江”。明太祖第二十五子伊王朱㰘当时健在，故可能因为太祖第九子赵王朱杞早夭不计入排行，“二十五弟”指的是朱楠。